# Föreningen för kvinnans politiska rösträtt i Skellefteå
Föreningen för kvinnans politiska rösträtt i Skellefteå, även kallad Skellefteåföreningen för kvinnans politiska rösträtt, var Skellefteås lokalförening inom Landsföreningen för kvinnans politiska rösträtt (LKPR), bildad 1907. Föreningen var verksam lokalt i Skellefteå och arbetade för införandet av kvinnors rösträtt i Sverige.
Bland aktiviteterna fanns föredrag, samkväm, insamling av medel och förhandlingar om samarbete med andra organisationer.

## Historia

### Bildande
Föreningen bildades i början av juli 1907 efter att Anna Lindhagen hållit ett föredrag i Skellefteå stad. Om detta rapporterade Skellefteå nya tidning. 

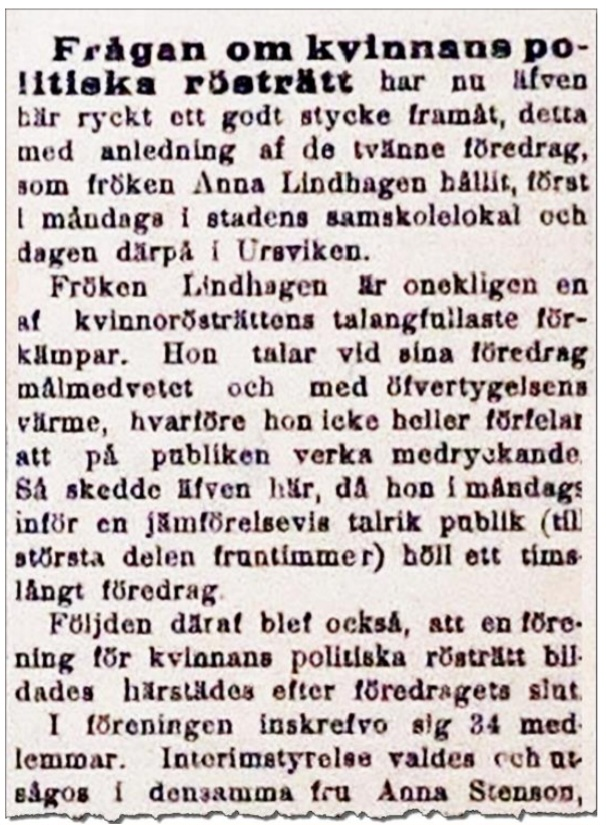
Urklipp från Skellefteå nya tidning. Artikeln publicerades 10 juli 1907.

Totalt skrev 34 personer in sig i föreningen vid bildandet. Till interrimsstyrelse valdes Anna Stensson (ordförande), Charlotta Sidén, Augusta Wikdahl, Nanna Lundell och Mimmi Ericsson. Samma vecka som Lindhagen besökte Skellefteå stad besökte hon även den närliggande byn Ursviken där en separat förening bildades, Föreningen för kvinnans politiska rösträtt i Urswiken. Den var aktiv 1907 till 1910.
 

Lindhagen skrev själv om hennes resa genom övre Norrland och de lokalföreningar som bildades i Skellefteå, Ursviken, Piteå och Luleå att:
| "De som valdes i styrelserna, det var alla slag av kvinnor: folk- och småskollärarinnor, handelsidkerskor, hustrur till förvaltare och hustrur till småfolk, telegrafister, postfröknar etc." |
| – Anna Lindhagen |

Antalet medlemmar ökade och 1908 uppgick de till 53 stycken. Detta kan jämföras med att Skellefteå stad då hade cirka 1 364 invånare.

### Skellefteå stadsbibliotek
Under Anna Norings tid i föreningen  organiserade hon kvinnorättsrörelsen från Skellefteå stadsbibliotek. Hon gav unga kvinnor som besökte biblioteket lämplig litteratur och övertalade dem att i hemlighet gå med i hennes kampanj för kvinnlig rösträtt. Skellefteå museum skriver att det tog sex år av "samhällsomstörtande underjordisk verksamhet, som samordnades från Skellefteå stadsbibliotek" innan det upptäcktes.

### Första kvinnan i stadsfullmäktige

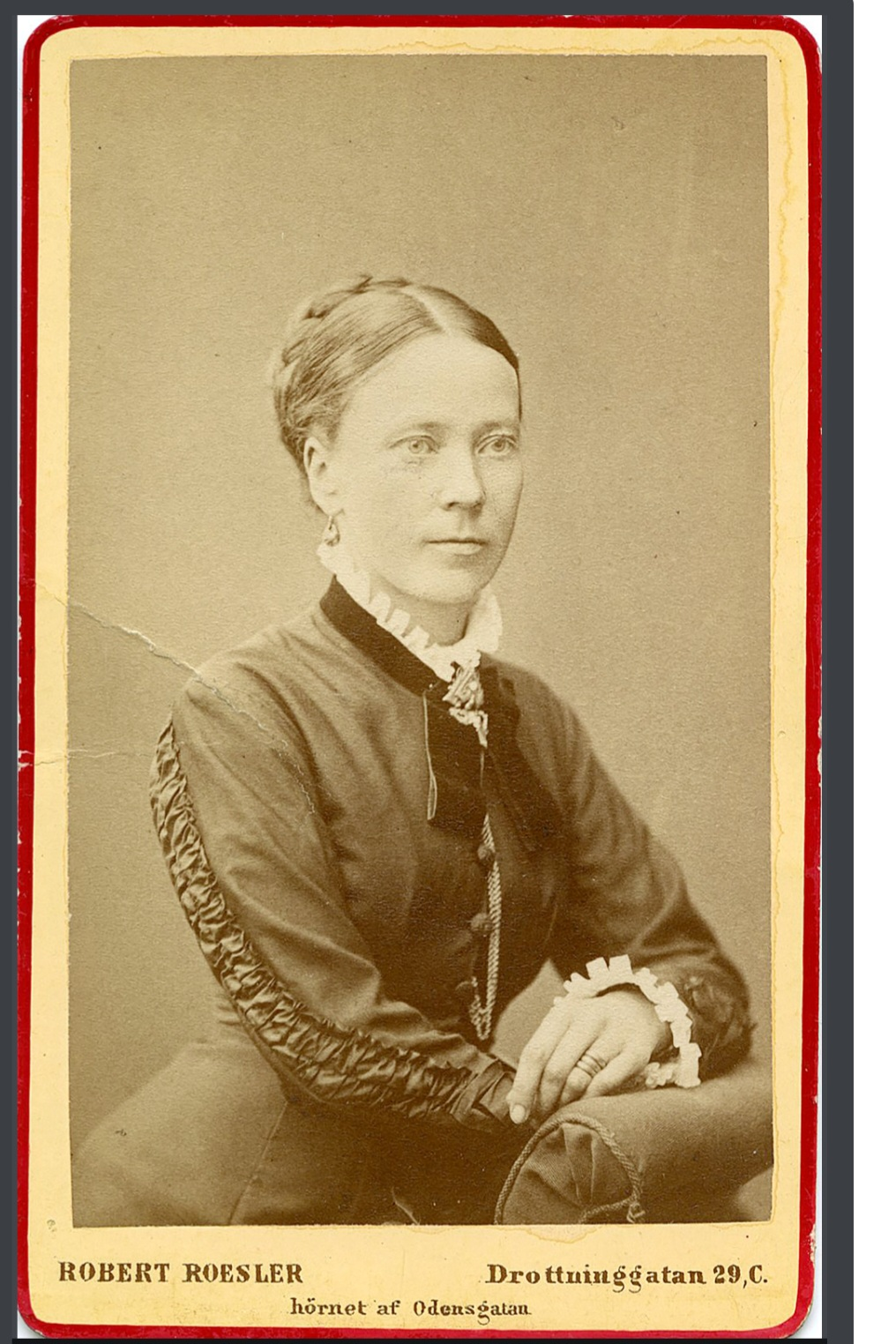
Charlotte Sidén (1847–1928).

År 1911 blev Sidén, svärdotter till grundaren av Clemensnäs ångsåg Johan Teodor Bernadotte Sidén, den första kvinnan att väljas in i Skellefteå stadsfullmäktige. Hon valdes in från föreningens egen lista. Sen 15 januari 1911 skrev Idun att: 
| "Fru Charlotte Sidén, Skellefteå, är vald å kvinnornas egen lista. Hon startade 1866 en egen affär för modevaror och sybehör, som hon ännu innehar." |

Föreningen ställde dock inte upp med någon egen kandidat i det påföljande valet som hölls den 14 december 1914. Detta eftersom valdeltagandet inte diskuterades i föreningen förrän vid dess årsmöte drygt två veckor före valet. Senfärdigheten i valdeltagandet kritiserades därefter i Norran.

### Nedläggning
Föreningen nämns i den nationella landsföreningens årsberättelser fram till 1919.

## Ordförande
- Anna Stensson, 1907–1911 (första gången)
- Anna Noring, 1911–1912
- Anna Stensson, 1912–1914 (andra gången)
- Nanna Lundell, 1914–1916
- Karin Ocklind, 1916–1917
- Hulda Lindberg, 1917–1921